# وروار زهري
وروار زهري (الاسم العلمي: Merops malimbicus) هو نوع من الطيور يتبع جنس الوروار من فصيلة الوروارية.